# Тесса Аппелдорн
Тесса Аппелдорн (нід. Tessa Appeldoorn, 29 квітня 1973) — нідерландська академічна веслувальниця.
Срібна призерка Олімпійських Ігор 2000 року в складі вісімки, учасниця 1996 року.
Бронзова призерка Чемпіонату світу 1995 (вісімки), 1998 (розпашні четвірки без стернової) років.